# محمود أميري مقدم
محمود أميري مقدم من مواليد 21 نيسان/أبريل 1971، هو عالم أعصاب وَناشط حقوقي نرويجي-إيراني. قضى محمود أميري السنوات القليلة الأولى من حياتهِ في مدينة كرمان التي تبعدُ بحوالي 1000 كيلومتر إلى الجنوب الشرقي من طهران في إيران. وصلَ إلى النرويج كلاجئ عبرَ باكستان في عام 1985. أكملَ محمود مقدم الدراسات الطبية في عام 1996 في جامعة أوسلو ثمّ حصل على درجة الدكتوراه في مركز علم الأعصاب والبيولوجيا الجزيئية من نفسِ الجامعة. بحلول عام 2004؛ حصل محمود على ميداليّة الملك الذهبية لأفضل طالب دكتوراه في جامعة أوسلو. زادت شهرة محمود بعدما تعاونَ أو عاونَ بيتر أجري الذي حصل على جائزة نوبل في الكيمياء في عام 2003 ثمّ قضى سنة واحدة وهو زميل ما بعد الدكتوراه في كلية الطب بجامعة هارفارد في عام 2006. حصل محمود على جائزة أندرس جاهر في فئة العلماء الشباب في عام 2008،  وهو عضوٌ في الأكاديمية النرويجية للعلوم والآداب.
اختِير محمود في عام 2013 من قبل لجنة مستقلة باعتبارهِ واحدٌ ضمنَ قائمة ألمع 10 عقول في النرويج؛ حسب ما نشرتهُ صحيفة فيردينس غانغ النرويجيّة. يُعرف عن محمود دفاعه المستمر عن حقوق الإنسان حيثُ كرم في عام 2007 من قِبل منظمة العفو الدولية عرفانًا على ما يقومُ به في سبيل الإنسانيّة  ولعمله المتواصل ضد انتهاكات حقوق الإنسان في إيران ذات السجل السيء في هذا المجال. يعمل محمود اليوم كأستاذٍ في الطب ورئيس مختبر علم الأعصاب الجزيئية في جامعة أوسلو؛ وهو أيضا المؤسس المشارك والمتحدث باسم المنظمات غير الحكومية لحقوق الإنسان التي تُراقب انتهاكات حقوق الإنسان في إيران.